# Gabriel de la Cueva
Gabriel de la Cueva y Girón (Cuéllar, 1515 circa – Milano, 1571) è stato un generale e duca spagnolo.

## Biografia
Nacque intorno al 1515, figlio di Beltrán de la Cueva e Toledo, III duca di Alburquerque, III conte di Ledesma e Huelma, III signore della città di Cuéllar, Mombeltrán, Pedro Bernardo, Cavaliere dell'Ordine del Toson d'oro, capitano generale dell'Esercito Spagnolo e generalissimo di Maria I d'Inghilterra, oltre a Viceré d'Aragona e Viceré di Navarra, e sua moglie, Isabel de la Vega Giron, figlia del II conti di Ureña, Grande di Spagna.
Era nato nel castello di Cuéllar, vicino a Segovia, di proprietà di suo padre, e al momento della nascita aveva poche possibilità di diventare duca di Alburquerque: davanti a lui nella linea di successione vi erano infatti i fratelli maggiori Francisco e Juan. Per questo motivo entrò inizialmente nell’Ordine militare di Alcántara, diventandone comandante Santibáñez e ricoprendo in seguito altri importanti incarichi.
Ma nel 1563 suo fratello maggiore Francisco, IV duca di Alburquerque, morì senza eredi maschi, mentre il fratello Juan era morto in giovane età. Dal momento che il diritto di nascita del ducato era regolato da una ricorosa anzianità agnatizia, intentò una causa contro sua nipote e ne ottenne il giudizio a favore il 1 dicembre 1565, diventando così V duca di Alburquerque, II marchese di Cuéllar, V conte di Ledesma e V di Huelma, e signore di diverse città e villaggi all'interno del ducato, tra cui Cuellar, Mombeltrán, Pedro Bernardo e La Codosera.
Ha servito l’Imperatore Carlo V d'Asburgo, e nel 1560 è stato nominato Viceré di Navarra succedendo al padre, insieme con le posizioni di tenente e capitano generale dello stesso regno. Ha ricoperto l'incarico di veceré fino al 1564, quando fu nominato governatore e comandante generale di Milano
Morì in carica senza eredi maschi e il titolo di duca di Alburquerque passò così al cugino Beltrán de la Cueva, figlio di Diego, il sesto figlio di suo nonno Francisco Fernández de la Cueva

## Matrimonio
Gabriel de la Cueva sposò Doña Juana de la Lama, III marchesa di la Adrada, dalla quale ebbe due figlie:
- Maria de la Cueva e Lama, morta giovane
- Ana de la Cueva e Lama, che ereditò il titolo della madre diventando la IV marchesa di la Adrada

## Albero genealogico
|                                                          |                                      |                                             | Genitori                                                      |  |  | Nonni |  |  | Bisnonni                                    |  |  | Trisnonni                   |  |
|                                                          |                                      |                                             |                                                               |  |  |       |  |  | Beltrán de la Cueva, I duca di Alburquerque |  |  | Diego Fernández de la Cueva |  |
|                                                          |                                      |                                             |                                                               |  |  |       |  |  | Beltrán de la Cueva, I duca di Alburquerque |  |  | Diego Fernández de la Cueva |  |
|                                                          |                                      | …                                           |                                                               |  |  |       |  |  | Beltrán de la Cueva, I duca di Alburquerque |  |  |                             |  |
| Francisco Fernández de la Cueva, II duca di Alburquerque |                                      |                                             |                                                               |  |  |       |  |  | Beltrán de la Cueva, I duca di Alburquerque |  |  |                             |  |
|                                                          |                                      | Mencía de Mendoza                           | Diego Hurtado de Mendoza, duca dell'Infantado                 |  |  |       |  |  |                                             |  |  |                             |  |
|                                                          |                                      | Mencía de Mendoza                           | Diego Hurtado de Mendoza, duca dell'Infantado                 |  |  |       |  |  |                                             |  |  |                             |  |
|                                                          |                                      | Mencía de Mendoza                           | Brianda de Luna                                               |  |  |       |  |  |                                             |  |  |                             |  |
| Beltrán de la Cueva, III duca di Alburquerque            |                                      | Mencía de Mendoza                           |                                                               |  |  |       |  |  |                                             |  |  |                             |  |
|                                                          |                                      | García Álvarez de Toledo y Carrillo         | Hernando Álvarez de Toledo, conte d'Alba                      |  |  |       |  |  |                                             |  |  |                             |  |
|                                                          |                                      | García Álvarez de Toledo y Carrillo         | Hernando Álvarez de Toledo, conte d'Alba                      |  |  |       |  |  |                                             |  |  |                             |  |
|                                                          |                                      | García Álvarez de Toledo y Carrillo         | Mencía Carrillo de Toledo y Palomeque, signora di Bercimuelle |  |  |       |  |  |                                             |  |  |                             |  |
| Francisca Álvarez de Toledo                              |                                      | García Álvarez de Toledo y Carrillo         |                                                               |  |  |       |  |  |                                             |  |  |                             |  |
|                                                          |                                      | María Enríquez de Quiñones y Cossines       | Fadrique Enríquez                                             |  |  |       |  |  |                                             |  |  |                             |  |
|                                                          |                                      | María Enríquez de Quiñones y Cossines       | Fadrique Enríquez                                             |  |  |       |  |  |                                             |  |  |                             |  |
|                                                          |                                      | María Enríquez de Quiñones y Cossines       | Teresa Fernández de Quiñones                                  |  |  |       |  |  |                                             |  |  |                             |  |
| Gabriel de la Cueva y Giron, V duca di Alburquerque      |                                      | María Enríquez de Quiñones y Cossines       |                                                               |  |  |       |  |  |                                             |  |  |                             |  |
|                                                          | Pedro Téllez Giron, signore di Urena | Alonso Téllez Giron, signore di el Frechoso |                                                               |  |  |       |  |  |                                             |  |  |                             |  |
|                                                          | Pedro Téllez Giron, signore di Urena | Alonso Téllez Giron, signore di el Frechoso |                                                               |  |  |       |  |  |                                             |  |  |                             |  |
|                                                          | Pedro Téllez Giron, signore di Urena | Maria Pacheco                               |                                                               |  |  |       |  |  |                                             |  |  |                             |  |
| Juan Téllez Giron, I conte di Urena                      | Pedro Téllez Giron, signore di Urena |                                             |                                                               |  |  |       |  |  |                                             |  |  |                             |  |
|                                                          |                                      | Isabel de las Casas                         | …                                                             |  |  |       |  |  |                                             |  |  |                             |  |
|                                                          |                                      | Isabel de las Casas                         | …                                                             |  |  |       |  |  |                                             |  |  |                             |  |
|                                                          |                                      | Isabel de las Casas                         | …                                                             |  |  |       |  |  |                                             |  |  |                             |  |
| Isabel Téllez Girón                                      |                                      | Isabel de las Casas                         |                                                               |  |  |       |  |  |                                             |  |  |                             |  |
|                                                          |                                      | Pedro Fernandez de Velasco                  | Pedro Fernandez de Velasco, conte di Haro                     |  |  |       |  |  |                                             |  |  |                             |  |
|                                                          |                                      | Pedro Fernandez de Velasco                  | Pedro Fernandez de Velasco, conte di Haro                     |  |  |       |  |  |                                             |  |  |                             |  |
|                                                          |                                      | Pedro Fernandez de Velasco                  | Beatriz Manrique de Lara                                      |  |  |       |  |  |                                             |  |  |                             |  |
| Leonor de Velasco                                        |                                      | Pedro Fernandez de Velasco                  |                                                               |  |  |       |  |  |                                             |  |  |                             |  |
|                                                          |                                      | Mencia de Mendoza                           | Inigo Lopez de Mendoza, marchese di Santillana                |  |  |       |  |  |                                             |  |  |                             |  |
|                                                          |                                      | Mencia de Mendoza                           | Inigo Lopez de Mendoza, marchese di Santillana                |  |  |       |  |  |                                             |  |  |                             |  |
|                                                          |                                      | Mencia de Mendoza                           | Catalina Suarez de Figueroa, signora di Tamajon               |  |  |       |  |  |                                             |  |  |                             |  |
|                                                          |                                      | Mencia de Mendoza                           |                                                               |  |  |       |  |  |                                             |  |  |                             |  |

## Fonti
- (PT) Fernando de Castro Pereira Mouzinho de Albuquerque e Cunha, Instrumentário Genealógico - Linhagens Milenárias, 1995,  pp. 329-30.
- (ES) Nicolas Hobbs, Grandes de España, su grandesp.org.uk, 2007. URL consultato il 15 ottobre 2008.
- (ES) Elenco de Grandezas y Titulos Nobiliarios Españoles, Instituto de Salazar y Castro.